# Фигурное катание на зимних Олимпийских играх 1998

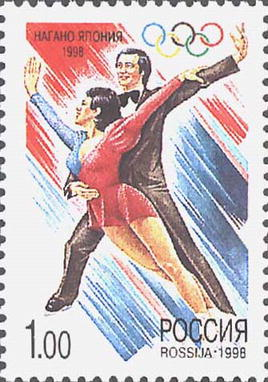
Российская почтовая марка, выпущенная в честь этих соревнований

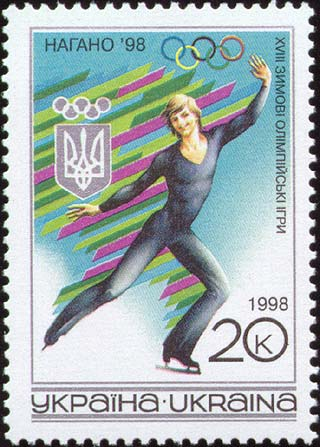
Украинская почтовая марка, выпущенная в честь этих соревнований

Соревнования по фигурному катанию на зимних Олимпийских играх 1998 года прошли с 8 по 20 февраля в японском городе Нагано на катке спортивной арены «Белое кольцо» (ホワイトリング).

## Участники
Самой молодой участницей была украинка Евгения Филоненко (15 лет и 181 день на начало соревнований), выступавшая в паре с Игорем Марченко. Самым старшим участником был американец Тодд Санд (34 года и 102 дня), выступавший в паре с Дженни Мено.

### Представительство по странам
Всего в Олимпийских играх приняли участие рекордное количество фигуристов 145 (73 мужчины и 72 женщины) из рекордного количества стран 37 (в скобках указано количество фигуристов от страны):
| - Австралия (4) - Австрия (1) - Азербайджан (4) - Армения (4) - Беларусь (2) - Болгария (4) - Венгрия (2) - Великобритания (1) - Германия (6) - Дания (1) - Израиль (3) - Испания (1) - Италия (6) | - Казахстан (5) - Канада (10) - Китай (4) - Литва (2) - Люксембург (1) - Польша (5) - Россия (17) - Румыния (1) - Словакия (1) - Словения (1) - США (13) - Тайвань (1) | - Узбекистан (2) - Украина (10) - Финляндия (1) - Франция (14) - Хорватия (1) - Чехия (5) - Швейцария (1) - Швеция (1) - Эстония (1) - ЮАР (1) - Республика Корея (1) - Япония (7) |

## Общий медальный зачёт
| Место | Страна   | Золото | Серебро | Бронза | Всего |
| ----- | -------- | ------ | ------- | ------ | ----- |
| 1     | Россия   | 3      | 2       | 0      | 5     |
| 2     | США      | 1      | 1       | 0      | 2     |
| 3     | Канада   | 0      | 1       | 0      | 1     |
| 4     | Франция  | 0      | 0       | 2      | 2     |
| 5     | Китай    | 0      | 0       | 1      | 1     |
| 5     | Германия | 0      | 0       | 1      | 1     |

## Медалисты
| Дисциплина                | Золото                                    | Серебро                                     | Бронза                                      |
| Мужское одиночное катание | Илья Кулик Россия                         | Элвис Стойко Канада                         | Филипп Канделоро Франция                    |
| Женское одиночное катание | Тара Липински США                         | Мишель Кван США                             | Чэнь Лу Китай                               |
| Парное катание            | Россия · Оксана Казакова · Артур Дмитриев | Россия · Елена Бережная · Антон Сихарулидзе | Германия · Манди Вётцель · Инго Штойер      |
| Танцы на льду             | Россия · Оксана Грищук · Евгений Платов   | Россия · Анжелика Крылова · Олег Овсянников | Франция · Марина Анисина · Гвендаль Пейзера |

В короткой программе в авангардном стиле на музыку Жан-Мишеля Жарра Илья Кулик выполнил чисто каскад тройной аксель — тройной тулуп, захватил лидерство. В гармоничной произвольной программе на музыку Джорджа Гершвина, с изящной хореографией, с удачно вписанными элементами, Кулик чисто выполнил все прыжки, в том числе четверной прыжок — тулуп, два тройных акселя (один в каскаде с тройным тулупом), а также пять тройных прыжков.
Пятнадцатилетняя Тара Липински хорошо исполнила короткую программу на музыку из мультфильма «Анастасия», но уступила Мишель Кван, чисто откатавшей короткую программу на музыку Рахманинова. В произвольной программе на музыку «Lyra Angelica» Вильяма Олвина Кван сделала 7 тройных прыжков, но оказалась позади Липински, которая тоже сделала семь тройных, включая каскады «тройной риттбергер — тройной риттбергер» и «тройной тулуп — ойлер — тройной сальхов». Липински и Чэнь завершили свои любительские карьеры вскоре после Олимпиады, в то время как Кван отправилась побеждать на чемпионат мира в Миннеаполис.

## Факты
- В соревнованиях по фигурному катанию на XVIII зимних Олимпийских Играх принимали фигуристы из Европы, Северной Америки, Азии, Австралии с Океанией и Африки.[2]
- Именно в Нагано впервые в олимпийскую программу были включены соревнования по сноуборду[3]
- Эмблема Олимпиады в Нагано представляла собой цветок, с изображёнными на каждом лепестке спортсменами – представителями того или иного зимнего вида спорта. Одновременно эмблема была похожа на снежинку.[4]